# Aldebarangletsjer
De Aldebarangletsjer is een gletsjer in Nationaal park Noordoost-Groenland in het uiterste noordwesten van Groenland. De gletsjer ligt ten oosten van de Stauningalpen in het Jamesonland, in het Scoresbyland.
Het is een van de zeven gletsjers die uitkomen in het dal van de Schuchert. Andere gletsjers zijn onder andere de Bjørnbogletsjer, de Roslingletsjer, de Gannochygletsjer, de Storgletsjer, de Schuchertgletsjer en de Siriusgletsjer. Ongeveer een kilometer noordelijker ligt de Siriusgletsjer. De Aldebarangletsjer stroomt vanuit het oosten in het Schuchertdal in.
De gletsjer is vernoemd naar de ster Aldebaran.
De Aldebarangletsjer heeft een lengte van meer dan vijf kilometer.